# Project.R
Project.R (プロジェクト・ドット・アール Purojekuto Dotto Āru?, pronunciado como Project Dot R, en inglés) es el nombre de la macro-formación musical establecida por Nippon Columbia y Toei Company para interpretar las bandas sonoras de Super Sentai Series a partir de Engine Sentai Go-onger.
Columbia reunió a varios vocalistas populares de anison y los juntó en un supergrupo llamado Project.R (la "R" significa "Ranger"). Interpretarían las sintonías de apertura y cierre de la serie, así como las canciones de fondo, miembros individuales o subgrupos de miembros de Project.R . Sin embargo, algunas canciones son interpretadas por cantantes que no son oficialmente miembros de Project.R, aunque siempre son compuestas por miembros de Project.R. Esos artistas colaboradores son Shinichi Ishihara, MoJo, Akira Kushida, Takayuki Miyauchi, Koji Onoda, Ichirō Mizuki y Make-Up.

## Miembros

### Vocalistas
- Hideyuki Takahashi (高橋 秀幸 Takahashi Hideyuki?)
  - Takahashi hizo su debut como miembro de Project.R interpretando la apertura de Engine Sentai Go-onger
- Takayoshi Tanimoto (谷本 貴義 Tanimoto Takayoshi?)
  - Tanimoto fue  el vocalista de la apertura de Jūken Sentai Gekiranger
- Sister MAYO
  - Sister MAYO fue la vocalista del cierre de Mahō Sentai Magiranger
- NoB
  - NoB es miembro y vocalista de la banda de los ochenta Make-Up, e hizo su debut en solitario como vocalista de la apertura de GōGō Sentai Bōkenger
- Takafumi Iwasaki (岩崎 貴文 Iwasaki Takafumi?)
  - Iwasaki compuso la apertura de Bakuryū Sentai Abaranger antes de debutar como vocalista de la apertura de Mahō Sentai Magiranger
- Hideaki Takatori (高取 ヒデアキ Takatori Hideyuki?)
  - Takatori fue vocalista de la apertura de Ninpū Sentai Hurricaneger
- Mayumi Gojo (五條 真由美 Gojō Mayumi?)
  - Gojo es vocalista en canciones de Mahō Sentai Magiranger
- Psychic Lover (サイキックラバー Saikikku Rabā?)
  - Compuesto por el vocalista YOFFY y el guitarrista IMAJO, Psychic Lover debutó con la apertura de  Tokusō Sentai Dekaranger
- Tsuyoshi Matsubara (松原 剛志 Matsubara Tsuyoshi?)
  - Interpretó canciones de Samurai Sentai Shinkenger antes de interpretar la apertura de Kaizoku Sentai Gokaiger
- Saki Oshitani (押谷 沙樹 Oshitani Saki?)
  - Oshitani es uno de los muchos vocalistas del cierre de Gokaiger
- Zetki (Z旗 Zettoki?)
  - Zetki es una banda jazz liderada por Hideaki Takatori como vocalista y con Hiroaki Kagoshima al piano. Interpretan el cierre Samurai Sentai Shinkenger.

### Miembros no vocalistas
- Mike Sugiyama (マイクスギヤマ Maiku Sugiyama?)
  - Compositor de los temas de Go-onger.
- Kenichiro Ōishi (大石 憲一郎 Ōishi Ken'ichirō?)
  - Ōishi anteriormente era arreglista de Psychic Lover, y debutó como compositor y arreglista de los temas de cierre de Go-onger.
- Megumi Ohashi (大橋 恵 Ōhashi Megumi?)
  - Ohashi compuso y arregló la banda sonora de Abaranger como miembro de Healthy Wings, de Kentarō Haneda.
- Hiroshi Takaki (高木 洋 Takaki Hiroshi?)
  - Takaki compuso y arregló la banda sonora de Abaranger como miembro de Healthy Wings.
- Hiroaki Kagoshima (籠島 裕昌 Kagoshima Hiroaki?)
  - Kagoshima debutó como arreglista de Hurricaneger antes de arreglar los cierres de Shinkenger y Gokaiger.
- Kazunori Miyake (三宅 一徳 Miyake Kazunori?)
  - Miyake escribió y arregló en el pasado varias canciones de Gekisō Sentai Carranger, y también compuso y arregló las bandas sonoras de Ninpū Sentai Hurricaneger y Jūken Sentai Gekiranger, incluido el cierre de esta última.
- Kōsuke Yamashita (山下 康介 Yamashita Kōsuke?)
  - Yamashita era compositor y arreglista en Abaranger como miembro de Healthy Wings, y debutó en solitario en la banda sonora de Magiranger.
- Katsuyuki Miyaba (宮葉 勝行 Miyaba Katsuyuki?)
  - Miyaba ya había sido compositor de las bandas sonoras de Chōjin Sentai Jetman y Abaranger, y mezclador de la banda sonora de Denji Sentai Megaranger.
- Koichiro Kameyama (亀山耕一郎 Kameyama Kōichirō?)
  - Kameyama fue compositor y arreglista de varias canciones de Carranger, Megaranger and Seijū Sentai Gingaman, antes de componer y arreglar los temas de Mirai Sentai Timeranger y Tokusō Sentai Dekaranger.
- Morihiro Suzuki (鈴木 盛広 Suzuki Morihiro?)
  - Suzuki escribió una canción en la banda sonora de Go-onger.

### No miembros colaboradores
- Shinichi Ishihara (石原 慎一 Ishihara Shin'ichi?)
- MoJo
- Takayuki Miyauchi (宮内 タカユキ Miyauchi Takayuki?)
- Akira Kushida (串田 アキラ Kushida Akira?)
- Koji Onoda (小野田 浩二 Onoda Kōji?)
  - Nippon Columbia enka singer
- Ichirō Mizuki (水木 一郎 Mizuki Ichirō?)
- MAKE-UP
  - La banda de NoB
- Shintaro Wada (和田 慎太郎 Wada Shintarō?)
  - Debutó en la banda sonora de Goseiger
- Motomu Azaki (安崎 求 Azaki Motomu?)
- Seiji Abe (安部 誠司 Abe Seiji?)
- Isao Sasaki (ささき いさお Sasaki Isao?)
- Mitsuko Horie (堀江 美都子 Horie Mitsuko?)
- Nazo no Shin Unit Starmen (謎の新ユニットSTA☆MEN Nazo no Shin Yunitto Sutāmen?)
  - Starmen es una banda compuesta por siete actores de voz
    - Daisuke Kishio (岸尾 だいすけ Kishio Daisuke?)
    - Kenichi Suzumura (鈴村 健一 Suzumura Ken'ichi?)
    - Junichi Suwabe (諏訪部 順一 Suwabe Jun'ichi?)
    - Hiroki Takahashi (高橋 広樹 Takahashi Hiroki?)
    - Kōsuke Toriumi (鳥海 浩輔 Toriumi Kōsuke?)
    - Makoto Yasumura (保村 真 Yasumura Makoto?)
    - Hiroyuki Yoshino (吉野 裕行 Yoshino Hiroyuki?)

## Éxito inicial
El sencillo con los temas de apertura y cierre de Engine Sentai Go-onger alcanzó el número 4 en la lista de ventas Oricon en su primera semana, vendiendo 22.000 copias. Fue la primera vez que una sintonía de cualquier temporada de Super Sentai alcanzó el top-10 de la lista de ventas, llegando al número 3 el día que salió a la venta, el 19 de marzo de 2008, y manteniéndose en el top-20 cuatro semanas.

## Discografía

### Engine Sentai Go-onger
- "Engine Sentai Go-onger Theme Song Single" (炎神戦隊ゴーオンジャー主題歌シングル Enjin Sentai Gōonjā Shūdaika Shinguru?) - 19 de marzo de 2008[2]
- "Korochan Pack: Engine Sentai Go-onger" (コロちゃんパック 炎神戦隊ゴーオンジャー Korochan Pakku Enjin Sentai Gōonjā?) - 30 de abril de 2008[3]
- "Engine Sentai Go-onger 2nd Single: Engine Second Rap -TURBO CUSTOM-" (炎神戦隊ゴーオンジャー 2nd SINGLE　炎神セカンドラップ-TURBO CUSTOM- Enjin Sentai Gōonjā Sekando Shinguru Enjin Sekando Rappu-Tābo Kasutamu-?) - 2 de julio de 2008[4]
- "Korochan Pack: Engine Sentai Go-onger 2" - 2 de julio de 2008[5]
- "Engine With Play CD Book Engine Sentai Go-onger" (炎神おあそびCDブック「炎神戦隊ゴーオンジャー」 Enjin oasobi Shī Dī Bukku "Enjin Sentai Gōonjā"?, 30 de julio de 2008)[6]
- "Korochan Pack: Engine Sentai Go-onger 3 - 3 de septiembre de 2008[7]
- Engine Sentai Go-onger All Song Collection: Song Grand Prix (炎神戦隊ゴーオンジャー全曲集 ソンググランプリ Enjin Sentai Gōonjā Zenkyokushū Songu Guranpuri?) - 14 de enero de 2009[8]

### Samurai Sentai Shinkenger
- "Samurai Sentai Shinkenger Theme Song Single" (侍戦隊シンケンジャー主題歌シングル Samurai Sentai Shinkenjā Shūdaika Shinguru?) - 18 de marzo de 2009[9]
- "Korochan Pack Samurai Sentai Shinkenger" (コロちゃんパック 侍戦隊シンケンジャー Korochan Pakku Samurai Sentai Shinkenjā?) - 29 de abril de 2009[10]
- "Korochan Pack Samurai Sentai Shinkenger 2" - 15 de julio de 2009[11]
- Samurai Sentai Shinkenger "Samurai CD Book" (侍戦隊シンケンジャー「サムライCDブック」 Samurai Sentai Shinkenjā "Samurai CD Bukku"?) - 29 de julio de 2009[12]
- "Korochan Pack Samurai Sentai Shinkenger 3" - 19 de agosto de 2009[13]
- Samurai Sentai Shinkenger Song Collection: (Final) Secret Musical Disk: Unification of Songs Under Providence (侍戦隊シンケンジャー全曲集 (完) 秘伝音盤 歌の天下統一 Samurai Sentai Shinkenjā Zenkyokushū (Kan) Hiden Onban Uta no Tenka Tōitsu?) - 10 de febrero de 2010[14]

### Tensō Sentai Goseiger
- "Tensou Sentai Goseiger Theme Song Single" (天装戦隊ゴセイジャー主題歌シングル Tensō Sentai Goseijā Shūdaika Shinguru?) - 17 de marzo de 2010[15]
- "Tensou Sentai Goseiger New Ending Theme: Gotcha☆Goseiger TYPE 2 REMIX" (天装戦隊ゴセイジャー 新エンディング・テーマ ガッチャ☆ゴセイジャー TYPE 2 REMIX Tensō Sentai Goseijā Shin Endingu Tēma: Gatcha Goseijā Taipu Tsū Rimikkusu?) - 21 de abril de 2010[16]
- "Korochan Pack Tensou Sentai Goseiger" (コロちゃんパック 天装戦隊ゴセイジャー Korochan Pakku Tensō Sentai Goseijā?)[17]/Tensou Sentai Goseiger Mini Album (天装戦隊ゴセイジャー ミニアルバム Tensō Sentai Goseijā Mini Arubamu?)[18] - 28 de abril de 2010
- "Korochan Pack Tensou Sentai Goseiger #2"[19]/Tensou Sentai Goseiger Mini Album #2[20] - 23 de junio de 2010
- Tensou Sentai Goseiger "Tensou CD Book" (てんそうCDブック Tensō CD Bukku?) - 21 de julio de 2010[21]
- "Korochan Pack Tensou Sentai Goseiger" #3[22]/Tensou Sentai Goseiger Mini Album #3[23] - 18 de agosto de 2010
- Tensou Sentai Goseiger Complete Song Collection: Super Songs Dynamic! (天装戦隊ゴセイジャー 全曲集 スーパーソングスダイナミック! Tensō Senta Goseijā Zenkyokushū: Sūpā Songu Dainamikku!?)[24] - 29 de diciembre de 2010

### Super Sentai Versus Series Theater
- "Versus! Super Sentai" (バーサス！スーパー戦隊 Bāsasu! Sūpā Sentai?) - 23 de mayo de 2010[25]

### Kaizoku Sentai Gokaiger
- "Kaizoku Sentai Gokaiger Theme Song" (海賊戦隊ゴーカイジャー主題歌 Kaizoku Sentai Gōkaijā Shūdaika?)[26] - 2 de marzo de 2011
- Mini Album Kaizoku Sentai Gokaiger (ミニアルバム 海賊戦隊ゴーカイジャー Mini Arubamu Kaizoku Sentai Gōkaijā?)[27]/Korochan Pack Kaizoku Sentai Gokaiger (コロちゃんパック 海賊戦隊ゴーカイジャー Korochan Pakku Kaizoku Sentai Gōkaijā?)[28] - 2 de marzo de 2011
- Mini Album Kaizoku Sentai Gokaiger (2)[29]/Korochan Pack Kaizoku Sentai Gokaiger (2)[30] - 22 de junio de 2011
- Mini Album Kaizoku Sentai Gokaiger (3)[31]/Korochan Pack Kaizoku Sentai Gokaiger (3)[32] - 22 de junio de 2011
- Kaizoku Sentai Gokaiger Complete Song Collection: Kanzen Otakara Song Box (海賊戦隊ゴーカイジャー 全曲集 KANZEN お宝ソングボックス Kaizoku Sentai Gōkaijā Zenkyokushū KANZEN Otakara Songu Bokkusu?)[33] - 22 de febrero de 2012

### Tokumei Sentai Go-Busters
- "Tokumei Sentai Go-Busters Theme Song Single" (特命戦隊ゴーバスターズ主題歌シングル Tokumei Sentai Gōbasutāzu Shūdaika Shinguru?)[34] - 29 de febrero de 2012
- Mini Album Tokumei Sentai Go-Busters (ミニアルバム 特命戦隊ゴーバスターズ Mini Arubamu Tokumei Sentai Gōbasutāzu?)[35]/Korochan Pack Tokumei Sentai Go-Busters (コロちゃんパック 特命戦隊ゴーバスターズ Korochan Pakku Tokumei Sentai Gōbasutāzu?)[36] - 25 de abril de 2012
- Mini Album Tokumei Sentai Go-Busters (2) (ミニアルバム 特命戦隊ゴーバスターズ (2) Mini Arubamu Tokumei Sentai Gōbasutāzu (2)?)[37]/Korochan Pack Tokumei Sentai Go-Busters (2) (コロちゃんパック 特命戦隊ゴーバスターズ (2) Korochan Pakku Tokumei Sentai Gōbasutāzu (2)?)[38] - 27 de junio de 2012
- Mini Album Tokumei Sentai Go-Busters (3) (ミニアルバム 特命戦隊ゴーバスターズ (3) Mini Arubamu Tokumei Sentai Gōbasutāzu (3)?)[39]/Korochan Pack Tokumei Sentai Go-Busters (3) (コロちゃんパック 特命戦隊ゴーバスターズ (3) Korochan Pakku Tokumei Sentai Gōbasutāzu (3)?)[40] - 22 de agosto de 2012
- Tokumei Sentai Go-Busters: Character Song Album (特命戦隊ゴーバスターズ キャラクターソング アルバム Tokumei Sentai Gōbasutāzu Kyarakutā Songu Arubamu?)[41] - 26 de diciembre de 2012
- Tokumei Sentai Go-Busters Song Collection: Complete Song File (特命戦隊ゴーバスターズ 全曲集 コンプリート ソング ファイル Tokumei Sentai Gōbasutāzu Zenkyokushū Konpurīto Songu Fairu?)[42] - 13 de febrero de 2013